# État d'urgence en Russie
L'État d'urgence en Russie (en russe : Чрезвычайное положение в Российской Федерации) est un régime juridique particulier introduit dans le pays ou dans une ou plusieurs régions individuelles, pour se protéger contre une menace interne. 
L'état d'urgence implique la restriction des droits et libertés des citoyens et de toutes les personnes morales, ainsi que l'imposition, pour ces citoyens, d'obligations supplémentaires. L'état d'urgence est instauré en cas de troubles violents ou d'affrontements, de tentative de coup d'État, de catastrophe d'origine naturelle ou humaine. L'état d'urgence doit être distingué du régime de la loi martiale qui est instauré en cas de menace extérieure. 
La procédure de mise en place et de levée de l'état d'urgence en Russie est régie par la loi constitutionnelle fédérale « Sur l'état d'urgence » (de 2001), qui a remplacé la loi de 1991 du même nom. Auparavant, la Douma d'État avait tenté à plusieurs reprises d'élaborer et d'adopter une loi régissant l'état d'urgence, en particulier à l'occasion de l'état d'urgence qui fut instauré sur certaines parties du territoire d'Ossétie du Nord et d'Ingouchie (1992-1995), mais aucune de ces tentatives n'avait abouti. 

## Histoire
En Russie, après l'effondrement de l'Union soviétique, l'état d'urgence n'a pas été instauré au niveau fédéral. 
Le 9 novembre 1991, le président Boris Eltsine a instauré l'état d'urgence en République tchétchène-ingouchie, où Dzhokhar Dudayev a signé un décret sur la mise en œuvre de l'indépendance de la République de Tchétchénie . Cependant, le Conseil suprême de la RSFSR a refusé d'approuver ce décret et, dès le 11 novembre, l'état d'urgence a pris fin. 
Le 2 novembre 1992, Eltsine a instauré l'état d'urgence en Ingouchie et en Ossétie du Nord, où un conflit ethnique a éclaté. Exactement comme un an plus tôt en Tchétchénie, une procédure de gestion spéciale a été introduite, et une administration intérimaire a été nommée. Le chef de cette administration intérimaire était le vice-Premier Ministre fédéral Georgy Khiz, et son adjoint, le chef du comité d'État pour les situations d'urgence, Sergey Shoigu. 
Le 31 mars 1993, l'état d'urgence en Ossétie du Nord et en Ingouchie a été annulé. À sa place, le président a mis en place un état d'urgence sur certaines parties du district de Prigorodny en Ossétie du Nord et du district de Nazran en Ingouchie et dans les environs , qui a ensuite été prolongé plusieurs fois. Cependant, au début de 1995, le Conseil de la fédération a refusé d'autoriser la prochaine prolongation de ce régime, qui a par conséquent été annulé jusqu'au 15 février 1995 
Du 3 au 4 octobre 1993, Eltsine a instauré l'état d'urgence à Moscou afin de réprimer les manifestants contre la dispersion du Soviet Suprême. 

## Mise en place et annulation
L'état d'urgence en Russie est mis en place par le président dans les circonstances décrites par la loi sur l'état d'urgence, avec notification immédiate au Conseil de la fédération et à la Douma d'État. 
La loi sur l'état d'urgence introduit la notion d'objectifs et de circonstances de l'état d'urgence. Un état d'urgence est instauré pour « éliminer les facteurs qui ont servi de base à l'instauration de l'état d'urgence, garantir la protection des droits et libertés de l'homme et du citoyen et protéger l'ordre constitutionnel de la fédération de Russie ». 
Un état d'urgence n'est mis en action que s'il existe des circonstances qui constituent «une menace immédiate pour la vie et la sécurité des citoyens ou le système constitutionnel de la fédération de Russie». Ces motifs sont divisés en deux catégories : 
Les tentatives de changer violemment le système constitutionnel de la fédération de Russie, rébellion armée, conflits régionaux, les catastrophes naturelles et humaines, etc.. L'état d'urgence est instauré par décret présidentiel dans toute la Russie pour une période ne dépassant pas les 30 jours, ou dans certaines régions pour une période ne dépassant pas les 60 jours avec le droit de prolongation par un nouveau décret présidentiel. Lorsque les objectifs de l'état d'urgence sont atteints, il est annulé, du moins en partie.
Le décret présidentiel sur la mise en œuvre de l'état d'urgence ne nécessite pas de coordination préalable avec la direction des corps constitutifs de la fédération, mais il doit être approuvé par le Conseil de la fédération « dans les meilleurs délais », soit dans les 72 heures à partir de la date à laquelle le décret est promulgué. Si le décret n'est pas approuvé par le Conseil de la fédération sous ces 3 jours, il perd automatiquement son pouvoir. Un décret présidentiel prolongeant l'état d'urgence nécessite le même niveau d'approbation par le Conseil de la fédération. 
En outre, le décret est soumis non seulement à une publication officielle immédiate, mais également à une publication par les médias, comme la radio et la télévision. 
L'état d'urgence est principalement instauré par les organisations des affaires intérieures et par le système pénal, ainsi que par les agences fédérales de sécurité, de la garde nationale et des sauveteurs. Dans certains cas exceptionnels, l'armée peut être réquisitionnée pour restreindre l'entrée, protéger les infrastructures critiques, séparer les belligérants, supprimer les activités des groupes armés illégaux, et pour intervenir lors de situations d'urgence, pour sauver des personnes menacées. Dans le même temps, toutes les troupes de la zone d'urgence vont être transférées en subordination opérationnelle à une seule agence fédérale.

## Limitations autorisées
Un décret présidentiel sur la mise en place de l'état d'urgence devrait contenir « une liste exhaustive des restrictions temporaires aux droits et libertés des citoyens de la fédération de Russie, des citoyens étrangers et des apatrides, des droits des organisations et des associations publiques ». 
La loi sur l'état d'urgence prévoit trois groupes de délais que le président peut imposer  : 
- Restrictions générales : 
  - Suspension des pouvoirs des autorités régionales et locales et application des lois régionales et locales contraires au décret sur l'état d'urgence ;
  - Restriction de la liberté de circulation, entrée et sortie, circulation, inspection des véhicules ;
  - Renforcement de la protection de l'ordre public et des infrastructures critiques, arrêter les industries dangereuses ;
  - Restriction des activités économiques et financières, une procédure spéciale pour le chiffre d'affaires des produits alimentaires et des produits de première nécessité ;
  - Interdiction des événements de masse et des grèves ;
  - Évacuation des objets de valeur en cas de menace réelle d'enlèvement ou de dommages.

- Restrictions en cas de tentative d'émeute ou de coup d'État :
  - Couvre-feu, expulsion des non-résidents violant le régime ;
  - Censure ;
  - Vérification des documents, des objets personnels, des véhicules et du logement ;
  - Restriction de la vente d'armes, de substances dangereuses, de drogues, de drogues et d'alcool, les enlever temporairement des mains de leurs propriétaires ;
  - Prolongation de l'arrestation pour les suspects de crimes particulièrement graves pour toute la durée de l'état d'urgence.

- Limitations en cas de catastrophes naturelles ou d'origine humaine :
  - Relocalisation temporaire dans des zones sûres ;
  - Quarantaine ;
  - Mobilisation de toutes les organisations et réorientation de ces organisation pour les besoins d'urgence ;
  - Révocation des chefs d'organisations étatiques incapables de fournir un état d'urgence ;
  - Mobilisation des résidents et de leurs véhicules pour des opérations de sauvetage qui paieront en même temps le travail des résidents convoqués, compensation pour le bien utilisé.
  - La création de tribunaux spéciaux ou de procédures accélérées est interdite, le système judiciaire et le parquet fonctionnent sous la même forme. Il est interdit d’exhausser l'utilisation de la force physique, des moyens spéciaux et des armes.

## Gestion des commandes
La loi de l'état d'urgence prévoit trois options de gérance des situations d'urgences. 
La première, basique, implique la création d'un bureau de commandant. 
La deuxième et la troisième sont qualifiées de mesures spéciales, et sont introduites uniquement lors de conditions particulièrement difficiles. 

### Gestion conventionnelle et bureau du commandant
Lorsqu'un état d'urgence est instauré, les élections et référendums sont annulés. Les pouvoirs des autorités élues, des autorités locales et des fonctionnaires dans la zone d'urgence sont automatiquement étendus. Si le régime d'urgence est mis en place dans l'ensemble du pays, le Conseil de fédération et la Douma d'État continuent de travailler pendant l'entièreté de la durée de la mesure. 
Le président nomme un commandant dans la zone de l'état d'urgence, qui va gérer les officiers chargés de l'application des lois et les militaires, mettre en place l'état d'urgence, déterminer la procédure d'application des restrictions ou inviter le président à en introduire d'autres, et participera également aux mesures de tout État ou autorité locale sur son territoire. Pour coordonner les actions des différentes forces et moyens, le commandant peut créer un quartier général opérationnel coordonné. 
La loi prévoit la possibilité d'introduire une « gestion spéciale » du territoire dans lequel l'état d'urgence est déclaré, après un avertissement correspondant aux mesures à l'urgence adressé par le président à la population et aux représentants des autorités de l'État, et une mise en place d'une entité constitutive de la fédération de Russie et des autorités locales chargées d'opérer sur ce territoire. 

### Gestion spéciale temporaire
L'autorité territoriale spéciale temporaire reprend en tout ou en partie les pouvoirs des collectivités régionales et locales. Le chef de cet organisme est nommé par le président et le commandant devient alors son premier adjoint. 

### Office fédéral
Le directeur fédéral remplace l'organisme spécial temporaire s'il a échoué dans son devoir. Le président nomme aussi son chef, et le commandant devient également son premier adjoint. Dans le même temps, le corps fédéral assure pleinement les pouvoirs des collectivités régionales et locales. 